# Panicum atrosanguineum
Panicum atrosanguineum är en gräsart som beskrevs av Ferdinand von Hochstetter och Achille Richard. Panicum atrosanguineum ingår i släktet vipphirser, och familjen gräs. Inga underarter finns listade i Catalogue of Life.